# Метод Эшби
Метод Эшби — метод определения продолжительности жизни эритроцитов донора у реципиента при помощи реакций агглютинации эритроцитов с агглютиногенами А и В, а также М и N.

## История
Впервые разработан и опубликован в 1919 году американский патологанатом Винфред Эшби, занимавшейся научно-исследовательской деятельностью в области иммунологии и патологии в клинике Майо (Рочестер (Миннесота)).